# Левицький Федір Петрович
Федір Петрович Леви́цький (нар. близько 1850, Богуслав — пом. 1899, Київ) — український оперний співак (бас).

## Біографія
Народився близько 1850 року в місті Богуславі (нині Київська область, Україна). Упродовж 1878—1883 років навчався у Петербурзькій консерваторії (клас Камілло Еверарді).
Протягом 1883—1884 років та у 1887—1889 роках — соліст Тифліського, у 1884—1886 і 1893—1894 роках — Київського, у 1886—1887 роках — Казанського, у 1891—1892 роках — Харківського, у 1894—1895 роках — Саратовського оперних театрів. Помер у Києві у 1899 році.

## Творчість
Виконав партії
- Руслан, Сусанін («Руслан і Людмила», «Життя за царя» Михайла Глінки);
- Мельник («Русалка» Олександра Даргомижського);
- Гремін, Кочубей («Євгеній Онєгін», «Мазепа» Петра Чайковського);
- Марсель («Гугеноти» Джакомо Меєрбера);
- Плумкет («Марта» Фрідріха фон Флотова);
- Мефістофель («Фауст» Шарля Гуно);
- Каленик («Травнева ніч» Миколи Римського-Корсакова);
- Рамфіс («Аїда» Джузеппе Верді);
- Сарачіні («Корделія» Миколи Соловйова).

У концертах виконував твори Миколи Лисенка, російських та зарубіжних композиторів.